# Jämthund
El Jämthund, también llamado Elkhound sueco, es una raza de perro de tipo spitz del norte de Europa.
Jämthund es un epónimo de Jämtland, provincia central de Suecia. Esta raza tiene una apariencia similar a la del lobo. La raza está reconocida por la FCI desde 1946.

## Apariencia
Los perros de esta raza tienen la cola muy curvada o en forma de cimitarra. Las orejas son erectas y el hocico de tamaño medio a largo. El pelo, largo y resistente, presenta doble capa y a menudo, dos colores. Los ojos son marrones. Los machos tienen un tamaño que oscila entre 57 y 65 cm. y un peso de unos 30-35 kg. Las hembras miden entre 52 y 60 cm. alcanzando un peso de 25-30 kg.

## Temperamento
A pesar de la calma y cariñoso con su familia, el Elkhound sueco puede ser un poco dominante con otros perros y tiene un fuerte instinto de presa. Se trata de una raza canina verdaderamente versátil. Puede ir de un viaje de caza y volver al hogar familiar con gran aplomo. Toma las cosas con calma y no se alborota con facilidad, por lo que es un compañero estable en el campo y en casa.
El Elkhound sueco es un alumno alegre que le encanta complacer a su dueño. Debe ser socializada temprano para evitar problemas de dominio más tarde.

## Ejercicio
Como con la mayoría de razas desarrolladas para la caza, la sueca Elkhound requiere una gran cantidad de ejercicio regular para mantenerse en forma, tanto física como mentalmente. Rápidamente se aburre si se mantiene en el interior por mucho tiempo y puede llegar a ser destructiva.

## Aseo
El cepillado regular es necesario para mantener la densa capa de esteras. El baño no debe hacerse con demasiada frecuencia, ya que tiende a secar la capa resistente a la intemperie.

## Historia
El Jämthund recibió el reconocimiento oficial como raza en 1946, debido a la intensa labor de Aksel Lindström y otros. Antes de eso, el Jämthund y el Cazador de Alces Noruego eran vistos como la misma raza.
A pesar de esta corta historia del reconocimiento oficial de la raza, que a menudo se afirma que Jämthunds han sido planteadas por los lugareños en Jämtland desde el final de la última edad de hielo. Se utilizan para los alces de caza y arrastre de trineo. En el dialecto local solía ser conocido como oso perro. 